# Česká šachová extraliga 2013/2014
Česká šachová extraliga 2013/14 byla nejvyšší šachovou soutěží v sezoně 2013/14 v Česku. Zúčastnilo se 12 družstev, přičemž nováčky byly ŠK Karviná, která se vrátila po devíti sezónách v nižších soutěžích a ŠK ERA Poštovní spořitelna, která se vrátila po čtyřech sezónách v 1. lize. 
Prvních osm kol bylo odehráno formou dvoukol v sobotu a v neděli, kdy vždy 6 družstev hrálo toto dvoukolo doma a šest venku. Tato dvoukola se odehrála v termínech
2./3. listopadu 2013, 30. listopadu/1. prosince 2013, 18. ledna/19. ledna 2014 a 15. února/16. února 2014. V těchto čtyřech dvoukolech každý celek hrál dva víkendy doma a dva venku, ale domácí celek v zápisu utkání neodpovídá vždy celku, který utkání skutečně hostil. Všechna utkání závěrečných tří kol byla odehrána od pátku 21. března 2014 do neděle 23. března 2014 v Brně.
Po páté v řadě zvítězil 1. Novoborský ŠK, přičemž poprvé vyhrál všech 11 zápasů. Potřetí v řadě obsadil 2. místo Rapid Pardubice a rozšířil tak svou medailovou bilanci na 10 cenných kovů. Na 3. místo dosáhlo podruhé v historii družstvo BŠŠ Frýdek-Místek. Z extraligy sestoupil poprvé v historii účastník všech dosavadních ročníků A64 VALOZ Grygov a nováček ŠK ERA Poštovní spořitelna.

## Konečná tabulka
| Poř. | Tým                            | Z  | V  | R | P  | BZ | BP   | VP |
| ---- | ------------------------------ | -- | -- | - | -- | -- | ---- | -- |
| 1.   | 1. Novoborský ŠK (EP)          | 11 | 11 | 0 | 0  | 33 | 63,5 | 44 |
| 2.   | Rapid Pardubice                | 11 | 8  | 2 | 1  | 26 | 54,0 | 29 |
| 3.   | BŠŠ Frýdek-Místek              | 11 | 8  | 2 | 1  | 26 | 53,5 | 29 |
| 4.   | Výstaviště Lysá nad Labem      | 11 | 6  | 2 | 3  | 20 | 52,5 | 28 |
| 5.   | Labortech Ostrava              | 11 | 6  | 1 | 4  | 19 | 44,5 | 19 |
| 6.   | ŠK Zikuda Turnov               | 11 | 5  | 1 | 5  | 16 | 45,5 | 18 |
| 7.   | Slavoj Ostrava - Poruba        | 11 | 3  | 1 | 7  | 10 | 40,0 | 18 |
| 8.   | TŽ Třinec                      | 11 | 3  | 1 | 7  | 10 | 38,0 | 11 |
| 9.   | ANCORA Tatran Litovel          | 11 | 3  | 1 | 7  | 10 | 36,0 | 11 |
| 10.  | ŠK Karviná (N)                 | 11 | 3  | 1 | 7  | 10 | 31,0 | 13 |
| 11.  | A64 VALOZ Grygov               | 11 | 2  | 2 | 7  | 8  | 39,0 | 22 |
| 12.  | ŠK ERA Poštovní spořitelna (N) | 11 | 1  | 0 | 10 | 3  | 30,5 | 14 |

## Hráči a sestavy
Do bojů celkem zasáhlo ve 12 družstvech 150 hráčů, z toho 5 žen. Zastoupení jednotlivých šachových federací bylo následující: Česko 98, Polsko 24, Slovensko 8, Rusko 5, Ukrajina 4, Bělorusko 3, Indie 2, Švédsko, Rumunsko, Lotyšsko, Německo, Brazílie, Arménie po 1. V následujícím seznamu jsou uvedeni hráči, kteří sehráli alespoň jednu partii. Počet sehraných partií je v závorce za jménem hráče. Vlajka označuje stát, v jehož národní federaci byl pro danou sezónu hráč registrován u FIDE.
- 1. Novoborský ŠK -  David Navara (11),  Radoslaw Wojtaszek (3),  Alexej Širov (7),  Harikrišna Pentala (4),  Viktor Láznička (10),  Krišnan Sasikiran (2),  Mateusz Bartel (5),  Zbyněk Hráček (11),  Ján Markoš (4),  Vlastimil Babula (7),  Štěpán Žilka (8),  Robert Cvek (9),  Petr Hába (3),  Tadeáš Kriebel (4)
- Rapid Pardubice -  Sergej Movsesjan (5),  Maxim Matlakov (2),  Jurij Kryvoručko (6),  Robert Kempinski (7),  Alexandr Fier (2),  Bartolomiej Heberla (9),  Martin Petr (11),  Jan Bernášek (11),  Jan Votava (9),  Petr Neuman (11),  Miloš Jirovský (11),  Eduard Prandstetter (2),  Borek Bernard (1),  Tomáš Veselý (1)
- BŠŠ Frýdek-Místek -  Anton Korobov (5),  Sergej Azarov (11),  Andrej Žigalko (2),  Alexej Fedorov (7),  Rafal Antoniewski (8),  Cyril Ponížil (10),  Igors Rausis (11),  Vojtěch Zwardoň (10),  Vojtěch Rojíček (11),  Sergej Vesselovsky (4),  Stanislav Jasný (8),  Kristýna Novosadová (1)
- Výstaviště Lysá nad Labem -  Ruslan Ponomariov (2),  Jevgenij Najer (9),  Konstantin Landa (8),  Jiří Štoček (11),  Vasily Jemelin (8),  Dorian Rogozencov (6),  Tomáš Oral (11),  Vlastimil Jansa (11),  Svatopluk Svoboda (1),  Vigen Mirumian (2),  Vítězslav Priehoda (5),  Ivan Hausner (8),  Eduard Meduna (5),  Jan Šuráň (1)
- Labortech Ostrava -  Kamil Miton (11),  Martin Dziuba (6),  Artur Jakubiec (9),  Vítězslav Rašík (11),  Petr Velička (11),  Radoslaw Jedynak (4),  Jiří Kočiščák (10),  Jozef Michenka (11),  Vladimír Talla (11),  Stanislav Fiřt (4)
- ŠK Zikuda Turnov -  Ľubomír Ftáčnik (11),  Lukasz Cyborowski (9),  Pavel Jaracz (10),  Michal Konopka (11),  Tomáš Polák (11),  Falko Bindrich (3),  Marek Vokáč (11),  Jan Sodoma (10),  Pavel Čech (10),  Tomáš Kulhánek (2)
- Slavoj Ostrava - Poruba -  Alexander Mišta (8),  Piotr Bobras (9),  Krzysztof Jakubowski (8),  Piotr Murdzia (7),  Karel Malinovský (11),  Radomír Caletka (10),  Lukáš Klíma (11),  Jan Sosna (9),  Jiří Adámek (8),  Jan Malík (6),  Ivo Kašpárek (1)
- TŽ Třinec -  Peter Michalík (11),  Igor Štohl (11), Tomáš Petrík (11),  Vojtěch Plát (11),  Petr Pisk (9),  Roman Chytilek (8),  Ladislav Langner (11),  Milan Walek (7),  Vlastimil Neděla (7),  Olga Sikorová (2)
- ANCORA Tatran Litovel -  Dariusz Swiercz (4),  Marcin Tazbir (6),  Jan-Krzysztop Duda (2),  Jan Krejčí (11),  Krzysztof Bulski (4),  Václav Svoboda (9),  Lukáš Kuchynka (7),  Lukasz Butkiewicz (4),  Ladislav Stratil (1),  Lukáš Vlasák (9),  Vojtěch Straka (11),  Pavel Blatný (3),  Pavel Zpěvák (7),  Vladimír Bělunek (4),  Jan Krejčí (5),  Michael Knajbl (1)
- ŠK Karviná -  Alexandr Danin (2),  Marián Jurčík (11),  Vladimir Sergejev (9),  Mateusz Kolosowski (3),  Martin Jurčík (6),  Luboš Roško (9),  Jaroslav Sobek (11),  Petr Poloch (6),  Jaroslav Olšar (11),  Josef Lys (11),  Lubomír Zimniok (5),  Josef Szotek (2),  Rostislav Sobek (2)
- A64 VALOZ Grygov -  Pavel Šimáček (9),  Kamil Stachowiak (6),  Richard Biolek (11),  Michal Luch (6),  David Kaňovský (11),  Jaroslav Bureš (7),  Richard Biolek (9),  Jan Vrána (7),  Piotr Brodowski (2),  Radek Sluka (7),  Josef Obšivač (7),  Karolína Olšarová (3),  Tereza Olšarová (3)
- ŠK ERA Poštovní spořitelna -  Pontus Carlsson (5),  Mikuláš Maník (8),  Lukáš Černoušek (10),  Jiří Jirka (11),  Petr Šimek (10),  Tomáš Studnička (11),  Jan Příborský (3),  Pavel Vávra (9),  Martin Řehořek (5),  Vojtěch Kovář (8),  Jindřich Kuba (1),  Kristýna Havlíková (6),  Jan Hučín (1)